# Détroit de Blackett
Pour les articles homonymes, voir Blackett.
Le détroit de Blackett est un détroit situé dans la province occidentale des Salomon. Il est situé entre l'île de Kolombangara au nord et l'île de Arundel (Kohinggo) au sud. Il relie le golfe de Vella à l'ouest et le golfe de Kula à l'est.

## Histoire
Pendant la Campagne des îles Salomon, pendant la guerre dans le Pacifique (Seconde Guerre mondiale), le détroit fut le théâtre de la bataille du détroit de Blackett la nuit du 5 au 6 mars 1943.
C'est dans ce même détroit que le torpilleur PT-109 du futur président américain John F. Kennedy fut coupé en deux le 2 août 1943 par l'Amagiri, un destroyer japonais de retour d'une livraison du Tokyo Express.